# Toplinska obrada
Toplinska obrada je postupak djelovanja temperature na materijal u svrhu mijenjanja njegove mikrostrukture i time mijenjanja njegovih svojstava. Toplinski se obrađuju najčešće čelici, ali nerijetko i drugi metali, te keramike (staklo). Najčešći razlozi za toplinsku obradu čelika su očvršćivanje (povećanje mehaničkih svojstava, posebno vlačne čvrstoće), povećanje žilavosti, povećanje duktilnosti i mogućnosti preoblikovanja, smanjenje unutrašnjih naprezanja, priprema za obradu rezanjem.
Toplinska se obrada obavlja: 
- prije oblikovanja komada plastičnom deformacijom i odvajanjem strugotine, da bi metal omekšao,
- poslije oblikovanja komada, da bi se uklonila zaostala naprezanja,
- završno, za postizanje konačne čvrstoće i tvrdoće proizvoda.

Toplinska obradba čelika temelji se na eutektoidnoj reakciji raspada austenita na ferit i cementit. Ovisno o postupku toplinske obradbe mijenjaju se način raspada austenita, odnosno fizička i mehanička svojstva čelika. Zbog toga svaka toplinska obradba zahtijeva najprije dobivanje austenita. Austenitizacija se sastoji u dobivanju homogenog austenita zagrijavanjem čelika na temperaturu malo iznad linije A1 kod eutektoidnog sastava ili A3 kod podeutektoidnog i Acm kod nadeutektoidnog sastava. Temperatura austenitizacije može se sniziti dodatkom legirajućih elemenata, kao što su mangan ili nikal. Ostale toplinske obradbe služe uglavnom za uklanjanje posljedica hladne deformacije i dobivanje mekše strukture.

## Vrste toplinskih obrada
Vrste su toplinske obrade:
- termička: komadi se griju, drže na određenoj temperaturi i potom hlade – primjeri su:

- žarenje – približavanje stanju ravnoteže;
- kaljenje – sastoji se od austenizacije, a zatim se brzim ohlađivanjem skoro sav austenit pretvori u martenzit;
- popuštanje - metal se grije ispod austenizacije i drži se neko vrijeme na toj temperaturi i potom sporo hladi;
- poboljšanje – sastoji se od kaljenja i popuštanja na povišenim temperaturama;
- normalizacija - sastoji se od austenizacije i ohlađivanja na zraku;

- termokemijska ili otvrdnjavanje površine čelika: toplinska se obrada obavlja u kemijski aktivnoj sredini, a primjeri su:

- pougljeničenje ili cementacija – povećavanje sadržaja ugljika (C) u površinskom sloju komada;
- nitriranje – povećavanje sadržaja dušika (N) u površinskom sloju komada;
- karbonitriranje – povećavanje sadržaja ugljika i dušika u površinskom sloju komada;
- boriranje – povećavanje sadržaja bora (B) u površinskom sloju komada;

- termomehanička: termička se obrada kombinira s mehaničkim deformiranje;
- prirodno (starenje pri sobnoj temperaturi) i umjetno starenje (starenje pri povišenoj temperaturi).

## Fizikalne osnove toplinske obrade
Kod većine važnijih postupaka toplinske obrade, čelik se zagrijava na temperaturu pri kojoj je mikrostruktura austenitna ili se sastoji od austenita s malim udjelom drugih mikrostrukturnih sastojaka, na primjer karbida (cementit). To je temperatura austenizacije ili se pak naziva prema vrsti toplinske obrade, na primjer temperature normalizacije. Za većinu postupaka toplinskih obrada austenit je središnja, najvažnija mikrostruktura iz koje se nakon različitih pretvorbi postižu mikrostrukture koje su postojane na sobnoj temperaturi ili pri povišenim temperaturama i o kojima ovise svojstva čelika. Pretvorbe austenita provode se izotermno ili pri ohlađivanju.
Brzine pretvorbi austenita i nastale nove faze ili mikrostrukturne sastojke čelika opisuju dijagrami izotermne pretvorbe ili izotermni TTT dijagrami (engl. Time-temperature transformation), koji vrijede za izotermne pretvorbe (nazivaju se i IT dijagrami), te dijagrami kontinuiranog hlađenja ili CTT dijagrami, koji vrijede kod pretvorbi pri kontinuiranom hlađenju. Način i kinetika pretvorbe austenita ovise o kemijskom sastavu čelika, odnosno austenita, brzini ohlađivanja, odnosno temperaturi pretvorbe.
Kod ugljičnih čelika, austenit se pretvara u perlit od temperature oko 723 °C do temperature približno 500 °C, a ispod te temperature do 250 °C, ali samo pri izotermnoj pretvorbi, nastaje bainit, a ispod 250 °C nastaje martenzit.
Mehanička i tehnološka svojstva čelika s perlitnom mikrostrukturom ovise o debljini listića (lamela) cementita, odnosno o tzv. međulamelarnom razmaku. Što je on manji, to su viša mehanička svojstva i duktilnost, a za rezivost (obradivost) vrijedi obrnuto. Perlit koji nastaje pri višim temperaturama (blizu 700 °C) grubolamelaran je, a onaj koji nastaje kod donje granice ima malen međulamelarni razmak (sitnolamelarni perlit).
Svojstva martenzita i bainita ovise o masenom udjelu ugljika u čeliku. To posebice vrijedi za martenzit koji postiže najveću tvrdoću (oko 65 HRC) kad je udio ugljika oko 0,6%. Martenzit kojemu je udio ugljika malen, npr. 0,1%, ima mnogo manju tvrdoću (oko 37 HRC). S povišenjem temperature nastali mikrostrukturni sastojci počinju se mijenjati. To se najviše opaza kod martenzita, gdje promjene počinju već pri temperaturama između 100 °C i 200 °C i postaju očitije s povišenjem temperature prema temperaturi Ac1 (popuštanje čelika). Martenzit legiranih čelika otporniji je prema popuštanju nego martenzit ugljičnih čelika.

## Razne tehnike toplinskih obrada
Toplinska obradba čelika temelji se na eutektoidnoj reakciji raspada austenita na ferit i cementit. Ovisno o postupku toplinske obradbe mijenjaju se način raspada austenita, odnosno fizička i mehanička svojstva čelika. Zbog toga svaka toplinska obradba zahtijeva najprije dobivanje austenita.
Temperature faznih prijelaza za legure željeza kao i za čisto željezo označavamo sa slovom A i odgovarajućim indeksom: A1 je oznaka za liniju temperature eutektoidne reakcije, A2 za Curiejevu temperaturu (768 °C), A3 za temperature prijelaza alfa u gama kristale, A4 za temperaturu prijelaza gama u delta kristale i Acm za temperaturu početka izlučivanja sekundarnog cementita. Kada bi hlađenje i grijanje mogli provesti beskonačno sporo navedene temperature bile bi
jednake za oba procesa. Ako se temperatura mijenja praktičnom ili konačnom brzinom nastaje mjerljivo kašnjenje faznih prijelaza. To znači, da se čelik mora zagrijati na nešto višu temperaturu odnosno ohladiti na nešto nižu temperaturu od one koja odgovara ravnotežnoj temperaturi. Da bi se razlikovale temperature faznih prijelaza kod sporog (ali i nedovoljno sporog) hlađenja uz oznaku temperature fazne promjene dodaje se indeks r (npr. Ar1), a kod sporog (ali i nedovoljno sporog) zagrijavanja indeks c (npr. Ac1).

### Žarenje
Žarenje je toplinska obrada kojom se dobivaju "mekše" strukture čelika, a sastoji se u zagrijavanju na temperaturi za oko 40 °C iznad linije A3 ili A1 i hlađenju u peći do sobne temperature. Podeutektoidni i eutektoidni čelik zagrijavaju se u γ-području (austenit), a nakon hlađenja dobiva se mikrostruktura sastavljena od grubo lamelarnog perlita i ferita. Nadeutektoidni čelik zagrijava se u dvofaznom γ (austenit) + Fe3C području (cementit), a nakon hlađenja mikrostruktura se sastoji od grubolamelarnog perlita i cementita.
Čelici se žare da im se smanji tvrdoća, poboljša rezivost (obradivost), poboljša mogućnost oblikovanja u hladnom stanju, da dobiju određenu mikrostrukturu ili mehanička svojstva, da se pripreme za kaljenje, da im se smanje ili uklone unutrašnja naprezanja itd. Vrste žarenja su:
- difuzijsko žarenje;
- potpuno žarenje (ili samo žarenje);
- sferoidizacijsko žarenje;
- žarenje radi smanjenja unutarnjih naprezanja
- rekristalizacijsko žarenje
- normalizacija

### Kaljenje
Kaljenje čelika je toplinska obrada kojom se postiže otvrdnuće čelika. Ono se sastoji od austenizacije (zagrijavanje u γ-područje ili austenit) i ohlađivanja takvom brzinom da se znatan dio (najbolje cijeli dio) austenita pretvori u martenzit. Temperatura kaljenja (austenizacije) iskustveno se izračunava primjenom vrijednosti temperature Ac3 (za podeutektoidne) i temperature Ac1 (za nadeutektoidne čelike):
TK = Ac3 + (20 – 40) K; odnosno TK = Ac1 + (50 – 70) K
Kod čelika su te temperature uvijek navedene, i to s napomenom u kojem se sredstvu čelik kali. Kaljenje može biti u slanoj vodi, vodi, ulju ili zraku.

### Popuštanje
Popuštanje je toplinska obrada gdje se metal grije i drži neko vrijeme na dovoljno visokoj temperaturi i potom sporo hladi. Svrhe su popuštanja smanjenje tvrdoće i krhkosti, promjena mikrostrukture, omekšavanje metala kako bi se lakše deformirao materijal ili odvajala strugotina, rekristalizacija na hladno obrađenog materijala i otpuštanje zaostalih naprezanja.
Vrste su popuštanja: 
- potpuno popuštanje: grijanje materijala na bazi željeza do područja austenita, te sporo hlađenje (u peći) radi formiranja krupnozrnog perlita;
- normalizacija: kao i potpuno popuštanje, uz nešto brže hlađenje (na zraku) radi formiranja sitnozrnog austenita (veća čvrstoća i tvrdoća);
- procesno popuštanje: popuštanje radi omogućavanja dodatne deformacije;
- popuštanje: kao i procesno popuštanje, bez dodatnog deformiranja;
- oporavno popuštanje: zadržavanje glavnine tvrdoća uz povećanje žilavosti;
- popuštanje za uklanjanje naprezanja: uklanjanje zaostalih naprezanja.

### Poboljšanje
Poboljšanje je složena toplinska obrada koja se sastoji od kaljenja i popuštanja na povišenim temperaturama.

### Normalizacija
Normalizacija je toplinska obrada koja se sastoji od austenizacije i ohlađivanja na zraku. Temperatura normalizacije za podeutektoidne čelike računa se iskustveno: [Ac3 + (30 – 50) K],  a za nadeutektoidne čelike: [Acm + (30 – 50) K], ali se kod nadeutektoidnih čelika vrlo rijetko primjenjuje. Trajanje je držanja na temperaturi normalizacije vrlo kratko, tek toliko da se postigne tzv. homogeni austenit (5 do 10 minuta). Za kvalitetnu normalizaciju treba čelične dijelove jednolično zagrijati po čitavom obujmu, te ih takoder jednolično ohladiti na mirnom ili zraku koji se jednolično giba, da bi se čelični dio po cijelom obujmu jednako ohladio do temperature znatno ispod temperature A1 (Ar1). Normalizacija također znači da čelik ima normalnu, tj. perlitnu mikrostrukturu (udio perlita ovisi o kemijskom sastavu čelika).

### Otvrdnjavanje površine čelika
Površine proizvoda izrađenih od željeznih legura, posebice čelika, otvrdnjavaju se iz više razloga:
- povišenja tvrdoće i time povećanja otpornosti prema trošenju;
- smanjenja trenja u dodiru s drugim materijalima;
- povećanja trajne dinamičke i konstrukcijske čvrstoće (dinamička izdržljivost).

Kod primjene nekih od postupaka površinskog otvrdnjavanja očekivane promjene svojstava prate i drugi učinci, npr. poboljšanje otpornosti prema koroziji. Površine čelika ili željeznih slitina otvrdnjavaju se primjenom sljedećih postupaka:
- termokemijska obrada: cementacija, nitriranje, karbonitriranje, boriranje;
- površinskim ili lokalnim kaljenjem;
- hladnim deformacijskim otvrdnjavanjem;
- tvrdim prevlakama i promjenom površine.

Termokemijske obrade obuhvaćaju promjene kemijskog sastava površine legura, tako da se ona obogati jednim ili s više kemijskih elemenata i postupaka toplinske obrade. Kod nekih postupaka prvo se provodi obogaćivanje površine jednim ili s više elemenata, nakon čega slijedi toplinska obrada, a kod drugih je prvo toplinska obrada. Većina se tih obradi označuje i prema vrsti sredstva koje je izvor elemenata za obogaćivanje površine, npr. nitriranje u plinu (amonijak) ili nitriranje u plazmi.

### Precipitacijsko očvršćivanje
Precipitacijsko očvršćivanje, dozrijevanje ili starenje metala je vrsta toplinske obrade metala gdje je ostvaruje izdvajanje fino disperzirane faze u osnovnoj strukturi metala, a obično je prilog očvršćivanju nastajanjem kristala mješanaca ili legiranjem. Doprinos precipitacijskog očvršćivanja proizlazi, prije svega, iz prezasićene krute faze osnovne strukture. Pored toga, prisutnost čestica sekundarne faze u matrici osnovne strukture metala uzrokuje lokalizirana unutarnja naprezanja koja mijenjaju svojstva metalne osnove. Za razumijevanje očvršćivanja putem precipitata mnogi se čimbenici trebaju uzeti u obzir. Oni uključuju veličinu, oblik, broj i raspodjelu čestica sekundarne faze, čvrstoću, duktilnost i ponašanje pri deformacijskom očvršćivanju matrice i sekundarne faze, kristalografsku podudarnost između faza i graničnu energiju, te povezivanje među fazama. Općenito, precipitati sekundarne faze otežavaju gibanje dislokacija. Čvrstoća i tvrdoća povećavaju se s vremenom i veličinom čestica starenja, no, moguće je i da se nakon određenog vremena starenja čvrstoća i tvrdoća počinju smanjivati. Precipitacijsko očvršćivanje se uglavnom koristi za legure aluminija, magnezija, nikla, titanija i za neke vrste nehrđajućeg čelika.